# Берёзовая Лука (Саратовская область)
Берёзовая Лука — село в Духовницком районе Саратовской области, административный центр сельского поселения Берёзово-Лукское муниципальное образование.
Население — 534 (2010).

## История
В Списке населённых мест Российской империи по сведениям за 1859 год упоминается как казённое село Берёзовая Лука, расположенное в прибрежье Волги, при реке Чагре, на расстоянии 85 вёрст от уездного города. Село относилось к Николаевскому уезду Самарской губернии. В населённом пункте проживало 326 мужчин и 325 женщин, имелась православная церковь, пристань, проводились 2 ярмарки. 
После крестьянской реформы Берёзовая Лука стала волостным селом Берёзоволукской волости. Согласно населённых мест Самарской губернии по сведениям за 1889 год в селе насчитывался 291 двор, проживали 1184 жителя, русские православного и раскольнического вероисповедания. Земельный надел составлял 2450 десятин удобной и 255 десятин неудобной земли, имелись церковь, земско-общественная школа, волостное правление, проводились 3 ярмарки, водяная и ветряная мельницы. Согласно переписи 1897 года в селе проживали 1449 жителей, из них православных - 1056, старообрядцев (беспоповцы и поморского толка) - 390.
Согласно Списку населённых мест Самарской губернии 1910 года в Берёзовой Луке проживали 791 мужчина и 914 женщин, в селе имелись церковь, земская и церковно-приходская школы, волостное правление, почтовая и земская станции, квартира урядника, работал фельдшер, проводились 2 ярмарки.

## Физико-географическая характеристика
Село находится в Заволжье, при заливе Саратовского водохранилища, образовавшемся в низовьях реки Чагра, на высоте около 40 метров над уровнем моря. Почвы - чернозёмы южные.
Село расположено примерно в 22 км по прямой в северо-восточном направлении от районного центра посёлка Духовницкое. По автомобильным дорогам расстояние до районного центра составляет 26 км, до города Балаково - 120 км, до областного центра города Саратов - 280 км, до Самары - 280 км (через Пугачёв).
Часовой пояс
Берёзовая Лука, как и вся Саратовская область, находится в часовой зоне МСК+1. Смещение применяемого времени относительно UTC составляет +4:00.

## Население
Динамика численности населения по годам:
| Годы      | 1859 | 1889 | 1897 | 1910 | 2002 |
| --------- | ---- | ---- | ---- | ---- | ---- |
| Население | 651  | 1184 | 1449 | 1705 | 594  |

| 2002 | 2010 |
| ---- | ---- |
| 594  | ↘534 |

Национальный состав
Согласно результатам переписи 2002 года русские составляли 97 % населения села.